# José María Roura Oxandaberro
José María Roura Oxandaberro (Barcelona, 1883-Guayaquil, 16 de enero de 1947) fue un pintor, dibujante y caricaturista español.

## Carrera artística
Químico farmacéutico. En Barcelona fue discípulo del artista catalán Joaquín Vancells. Se radicó en Ecuador desde 1910 contratado por una galería alemana llamada Casa de Artes a través de la cual enviaba sus obras a Europa hasta el advenimiento de la Primera Guerra Mundial. A partir de 1915 siguió viajando y exponiendo en Perú, Chile y Argentina. En 1916 ganó el premio en dibujo en la exposición anual de la Escuela de Bellas Artes de Quito.
Expuso en su ciudad natal Barcelona, Terrassa, París, Quito, Guayaquil, Lima, Santiago de Chile, Valparaíso, Viña del Mar, Panamá, San José de Costa Rica, Cartago, Nicaragua, Guatemala, México y San Francisco.

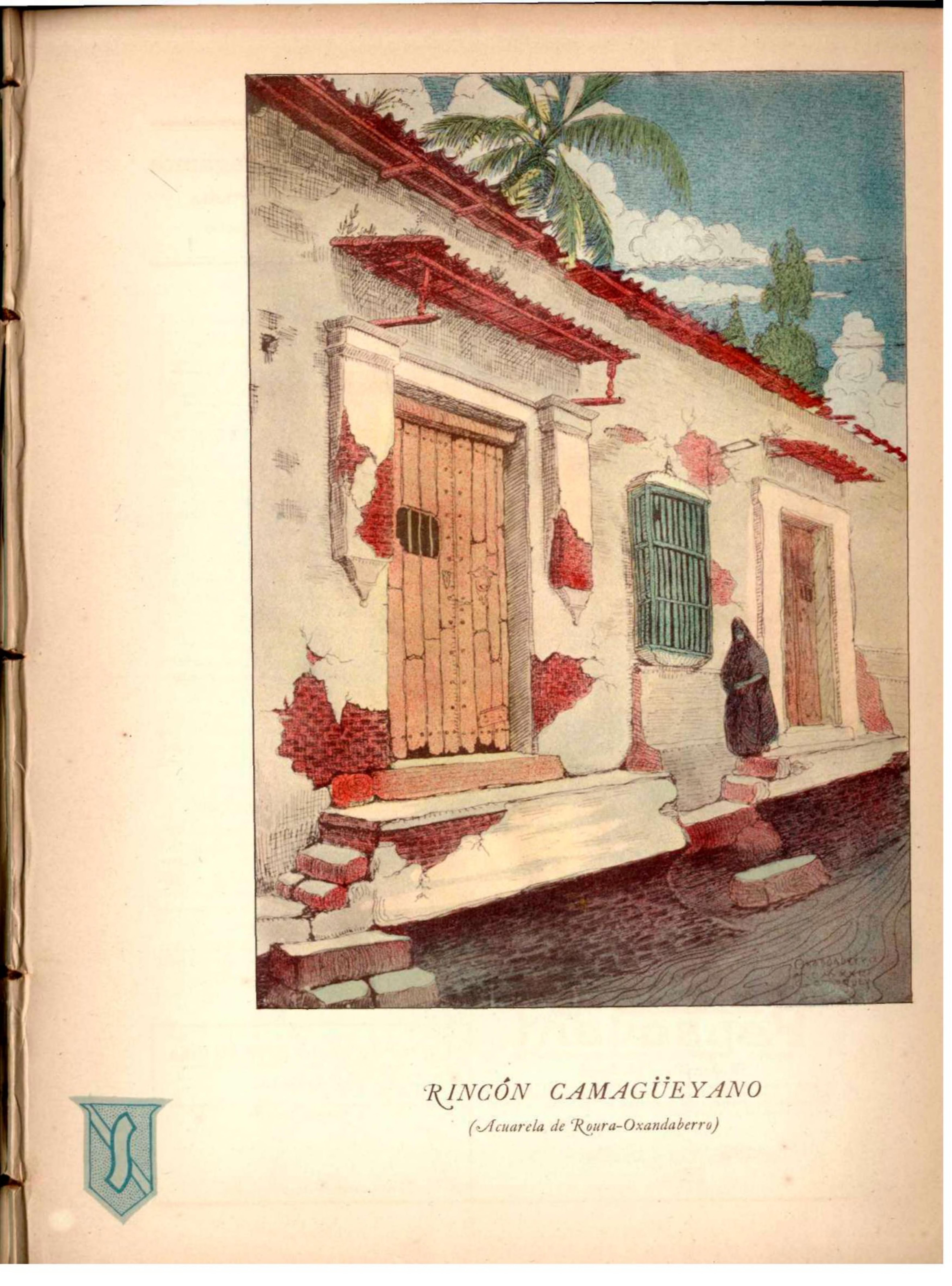
«Rincón camagüeyano» en la revista cubana Social (1924)

En Cuba hizo exposiciones en La Habana, Santiago de Cuba, Camagüey, Santa Clara y en las ciudades de Guantánamo y Manzanillo. En estas dos últimas, sus exposiciones de arte fueron las primeras en realizarse en estas poblaciones.
Después de cortas estadías en Venezuela y Colombia, países en los que pintó los rincones históricos que recuerdan a Simón Bolívar. En 1930 se radicó a definitivamente en Guayaquil. Desde 1931 presenta sus numerosas exposiciones artísticas y crea una Academia de Arte dedicándose a dibujar y pintar. En 1932 viaja a Galápagos en donde produce una importante obra sobre las Islas Encantadas las que hoy son patrimonio natural de la humanidad. Maestro de arte del Colegio Rita Lecumberri, Miembro de la Sociedad  “Allere Flama” de Enrico Pacciani y de la Sociedad de Escritores y Artistas Independientes, fundada en 1937.
Entre sus obras destacan varios óleos pero sobre todo las plumillas de Quito, Guayaquil y Galápagos. En Quito se maravilla de sus tesoros coloniales y patrimoniales, siendo el primer pintor en rescatar en su tinta los templos, esquinas, plazas y calles, del Quito Luz de América que años después fuese la primera ciudad declarada: Patrimonio Cultural de la Humanidad.